# Comuna Frătăuții Vechi, Suceava
Frătăuții Vechi este o comună în județul Suceava, Bucovina, România, formată din satele Frătăuții Vechi (reședința) și Măneuți. Localitatea se află pe malul râului Suceava.
Din punct de vedere etimologic denumirea localității provine de la doi frați care au primit moșii de la Ștefan cel Mare, creând astfel două comune vecine Frătăuții Vechi, respectiv Frătăuții Noi. Situată la 8 kilometri de orașul Rădăuți, comuna se bucură astfel de apropierea de spațiul urban, ceea ce face posibilă modernizarea și dezvoltarea economică mult mai rapidă.
Cele două școli, una construită de nemți, iar cealaltă mult mai nouă demonstrează interesul avut de localnici de-a lungul timpului asupra educației copiilor. Aici s-a născut un academician, profesorul universitar Liviu Ionesi, membru titular la Academiei Române, dar și alte personalități care au avut un rol esențial în cadrul învățământului sucevean interbelic, respectiv postbelic, și anume: Gheorghe Iftinchi, profesor de limba și literatura română în orașul Iași, pasinat de dialectologie, ceea ce duce la publicarea în Analele Universității din Iași a numeroase articole pe teme de dialectologie; Modest Iftinchi, profesor universitar la Conservatorul din București, cunoscut pe plan european la fel; Nuța Iftinchi, profesor universitar la același Conservator; Ion Covașă, primul profesor de limba și literatura română de la Liceul Teoretic Eudoxiu Hurmuzachi din Rădăuți.
Conviețuirea românilor cu populația germană, respectiv cu maghiarii, și-a pus amprentă asupra comunei; astfel există chiar și o Biserică evanghelica, respectiv un cimitir nemțesc. Din păcate cimitirul este într-o stare de paragină, iar biserica evanghelică a fost transformată în perioada comunistă în siloz. Ulterior, autoritățile locale post-decembriste nu au dat nicio importanță acestei clădiri, în mod prezent fiind transformată în biserica unui alt cult; fără a se încerca menținerea clădirii ca monument istoric.
Satul Frătăuții Vechi este format din mai multe "cuturi": Covășeni, Barc, Bideni, Buzileni, Ionești, denumite după familiile cu nume de: Covașă, Buzic, Buzilă, Ionesi, Bida etc.
În prezent, comuna a cunoscut o dezvoltare economică remarcabilă, ceea ce a dus la schimbarea aproape în totalitate a arhitecturii caselor și modernizarea rețelei de drumuri din comună. De altfel, aici întâlnim brutării, ateliere mecanice, mori, fabrici de pavele de lapte etc.

## Demografie
Componența etnică a comunei Frătăuții Vechi
     Români (88,35%)
     Alte etnii (11,65%)
Componența confesională a comunei Frătăuții Vechi
     Ortodocși (57,88%)
     Penticostali (26,2%)
     Martori ai lui Iehova (3,26%)
     Alte religii (0,84%)
     Necunoscută (11,82%)
Conform recensământului efectuat în 2021, populația comunei Frătăuții Vechi se ridică la 4.782 de locuitori, în creștere față de recensământul anterior din 2011, când fuseseră înregistrați 4.394 de locuitori. Majoritatea locuitorilor sunt români (88,35%). Din punct de vedere confesional, majoritatea locuitorilor sunt ortodocși (57,88%), cu minorități de penticostali (26,2%) și martori ai lui Iehova (3,26%), iar pentru 11,82% nu se cunoaște apartenența confesională.

## Politică și administrație
Comuna Frătăuții Vechi este administrată de un primar și un consiliu local compus din 15 consilieri. Primarul, Cristinel-Dinu Antemie[*], de la Partidul Național Liberal, este în funcție din octombrie 2020. Începând cu alegerile locale din 2024, consiliul local are următoarea componență pe partide politice:
|  | Partid                          | Consilieri | Componența Consiliului | Componența Consiliului | Componența Consiliului | Componența Consiliului | Componența Consiliului | Componența Consiliului | Componența Consiliului | Componența Consiliului |
|  | ------------------------------- | ---------- | ---------------------- | ---------------------- | ---------------------- | ---------------------- | ---------------------- | ---------------------- | ---------------------- | ---------------------- |
|  | Partidul Național Liberal       | 8          |                        |                        |                        |                        |                        |                        |                        |                        |
|  | Partidul Social Democrat        | 4          |                        |                        |                        |                        |                        |                        |                        |                        |
|  | Alianța pentru Unirea Românilor | 2          |                        |                        |                        |                        |                        |                        |                        |                        |
|  | Partidul Puterii Umaniste       | 1          |                        |                        |                        |                        |                        |                        |                        |                        |

## Recensământul din 1930
Componența etnică a comunei Frătăuții Vechi, la Recensământul din 1930
     Români (65,58%)
     Germani (30,28%)
     Evrei (1,55%)
     Maghiari (2,38%)
     Altă etnie (0,21%)
Componența confesională a comunei Frătăuții Vechi, la Recensământul din 1930
     Ortodocși (65,75%)
     Romano-catolici (8,8%)
     Mozaici (1,62%)
     Evanghelici\Luterani (23,55%)
     Altă religie (0,28%)
Conform recensământului efectuat în 1930, populația comunei Frătăuții Vechi (incluzând populația fostului sat Frătăuții pe Suceava) se ridica la 4.220 locuitori. Majoritatea locuitorilor s-au declarat a fi români (65,58%), urmați de o minoritate formată din: germani (30,28%), evrei (1,55%), maghiari (2,38%) și alte etnii (0,21%). Componența celorlalte etnii la 1930 se împărțea în: ruteni (9 persoane), polonezi (1 persoană) și ruși (1 persoană). Din punct de vedere confesional, majoritatea locuitorilor erau ortodocși (65,75%), dar existau și romano-catolici (8,8%), mozaici (1,62%) și evanghelici\luterani (23,55%) . Alte persoane au declarat: greco-catolici (4 persoane) și baptiști (10 persoane).

## Personalități
- Liviu Ionesi (1925-2006) - geolog, membru titular al Academiei Române din 2003
- Modest Iftinchi (1930-2003) - profesor universitar la Conservatorul "Ciprian Porumbescu" din București, considerat de unii specialiști drept "cel mai mare pedagog al României în domeniul viorii; deși născut la Constanța, a iubit întotdeauna Bucovina și satul Frătăuții Vechi, unde s-a născut tatăl său Gheorghe Iftinchi și unde își petrecea copilăria în fiecare vacanță de vară
- Gheorghe Iftinchi - profesor de limba și literatura română, greacă, franceză și latină la Colegiul Național din Iași, respectiv Liceul Teoretic Eudoxiu Hurmuzachi, tatăl lui Modest Iftinchi, fiul unui plugar din Bucovina căzut pe frontul din Italia în Primul Război Mondial;
- Ana Iftinchi (1928-2006) - conferențiar universitar la Conservatorul "Ciprian Porumbescu" din București, sora lui Modest Iftinchi;
- Dragoș Luchian - senator în Parlamentul României în legislatura 1990-1992.
- Mihai Tatulici (n. 3 iulie 1948, Frătăuții Vechi, Suceava, România) este un jurnalist și scriitor român. A debutat în presă ca elev în 1966, la un ziar din județul Suceava.

## Imagini

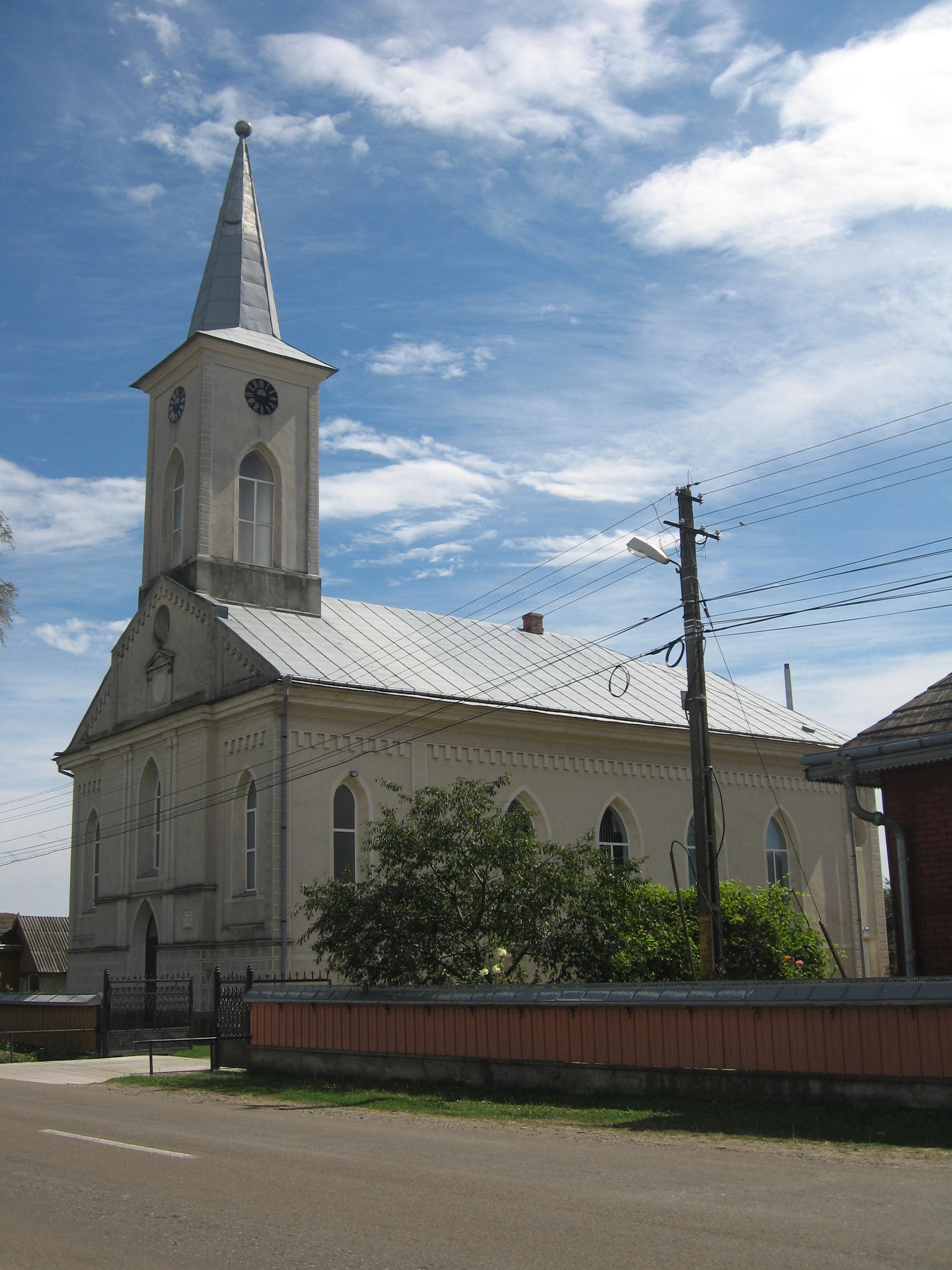
Biserica evanghelică din Frătăuții Vechi, în prezent Casa de rugăciuni "Biserica lui Dumnezeu, apostolică"
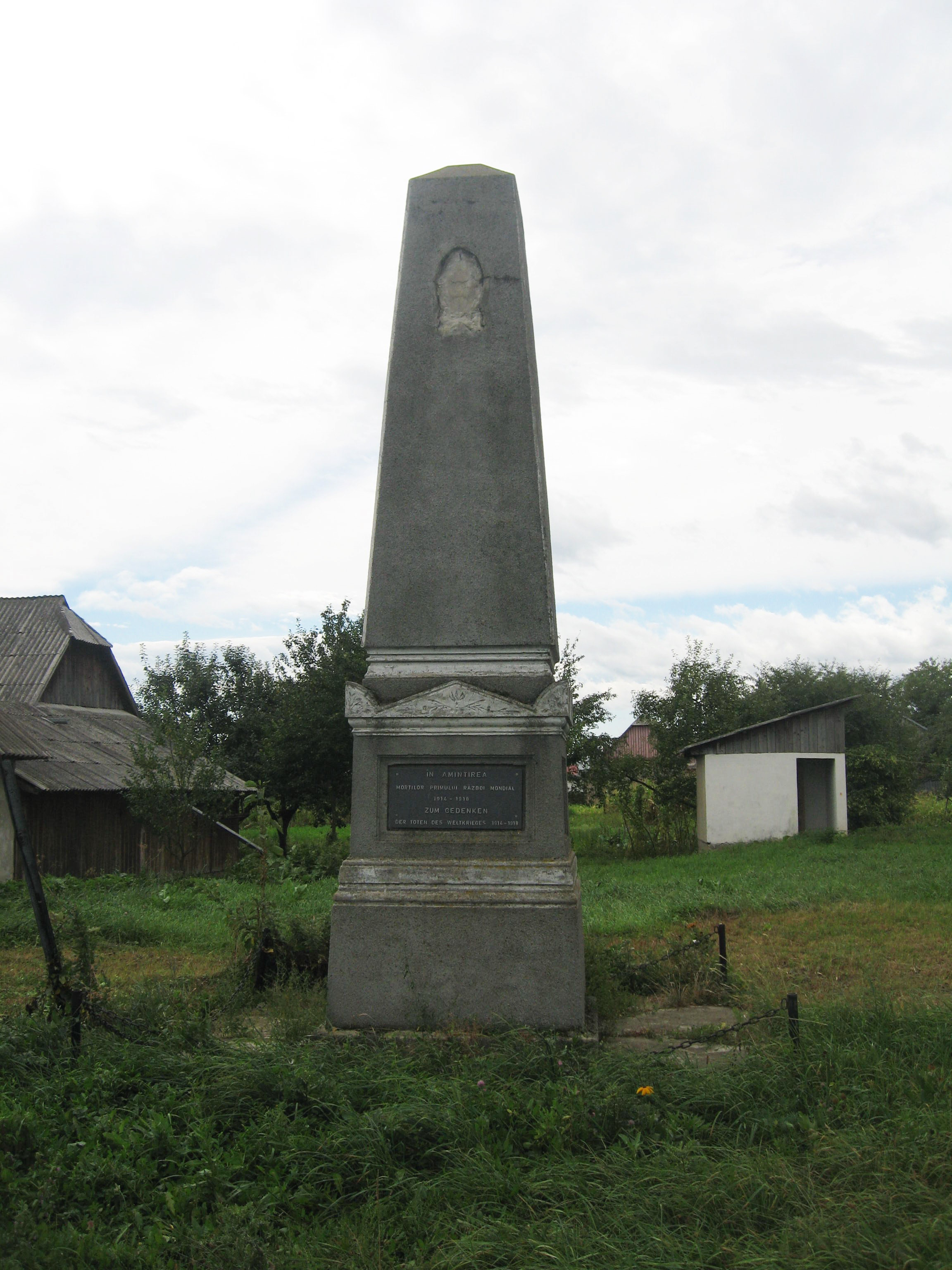
Monument ridicat în memoria eroilor din Primul război mondial